# Emilia Burns
Emilia Burns (Brisbane, 18 febbraio 1982) è un'attrice australiana, che ha avuto diversi ruoli in svariati film e serie tv. Sua madre proviene dal Ghana, mentre suo padre è scozzese.

## Carriera
Dopo essersi diplomata in cinema, televisione e spettacolo teatrale, girò numerosi spot pubblicitari, video di formazione, e cortometraggi. Inoltre cantò in vari gruppi. Burns è apparsa nel film d'azione del 2007 The Condemned, diretto da Scott Wiper e prodotto dalla WWE Films. Qui l'attrice recita il ruolo di Yasantwa Adei; nel film, un produttore televisivo senza scrupoli decide di far combattere, su un'isola deserta della Papua Nuova Guinea, dieci condannati a morte prelevati dalle carceri di paesi del Terzo Mondo. Il tutto verrà trasmesso in diretta su internet.
Burns è apparsa anche nel film dell'orrore del 2011 Non avere paura del buio. Residente a Melbourne, è ben nota per il suo ruolo di Diva, nelle due stagioni della serie televisiva per bambini The Elephant Princess. È anche apparsa nella miniserie The Starter Wife nel ruolo di Mudawa, nella serie tv Sea Patrol impersonando Zuraya, e nella serie televisiva per bambini H2O: Just Add Water. Burns inoltre svolge il ruolo della Comandante Tilton nella serie tv The Shannara Chronicles.

## Filmografia

### Film
- The Condemned - L'isola della morte (The Condemned), regia di Scott Wiper (2007)
- Non avere paura del buio (Don't Be Afraid of the Dark), regia di Troy Nixey (2011)

### Televisione
- H2O (2006) - Dottoressa (episodio: "Under the Weather")
- The Starter Wife (2007) - Mudawa (episodio: "Hour 1")
- Sea Patrol (2008) - Zuraya (episodio: "Rules of Engagement")
- Elephant Princess (2008-11) - Diva (Ruolo ricorrente (stagioni 1-2), 50 episodi)
- Terra Nova (2011) - Reilly (Ruolo ricorrente, 7 episodi)
- The Neighbors (2013-14) - Mandy Edwards (3 episodi)
- Childhood's End (2015) - Reporter (episodio: "The Overlords")
- The Shannara Chronicles (2016) - Comandante Tilton (Ruolo ricorrente)
- Ash vs Evil Dead (2018) - Zoe